# هيانغاك (موسيقى)
هيانغاك وتعني «موسيقى القرى» هي نوع من موسيقى البلاط الملكي الكوري التقليدية وتعود لعهد ممالك كوريا الثلاث (57 قبل الميلاد - 668 بعد الميلاد). تُصحب هذه الموسيقى عادة برقصات شعبية في كوريا تعرف باسم هيانغاك جونغجاي.